# 快樂有go正
《快樂有go正》，英文名Happy Go Go Go，是大東影藝製作、中華電視公司監製的台灣綜藝節目。於2007年1月13日至2008年12月20日的台灣時間每星期六20時整至22時整於華視主頻道播出，共播出100集。該節目的特點，是以詼諧的方式傳達法律知識，讓觀眾在歡笑聲中輕鬆學法律。
該節目製作人為彭達、高滋謙（高欣平），主要主持人為謝震武，助理主持人有劉真、楊千霈、Gino、JR等。常見的來賓有白雲、張克帆、NONO、王彩樺、阿Ben、小鬼……等藝人。
2008年7月9日，該節目被廣電基金選入「2008年第二季優良電視節目」綜藝類。

## 單元
2007年時，只有〈事實勝於雄辯〉單元。2008年時，則有〈各說各話〉與〈事實勝於雄辯〉等兩個單元，先進行一定量的〈各說各話〉之後，接著就是進行一定量的〈事實勝於雄辯〉；最後，就正式結束該集節目。
2008年6月21日起，新增單元〈全民來投案　可以不可以〉，是每集邀請四位來賓參賽的遊戲。
各說各話
〈各說各話〉是仿自《綜藝萬花筒》的〈各說各話〉單元，主要有三到四位演員，分別以「搞笑」的方式合演一齣短劇，演述一個法律問題的情境，再說出各自代表的答案。來賓從這些演員的說詞中，選出一個答案。謝震武會先詳細講解，然後公佈答案。謝震武公佈答案後，來賓無論答對或答錯，均不會有處罰與獎勵。
例如：「是否可以從國外帶回著作權產品？」答案是「可以帶，但只能帶一份。」其他選項有「不限制數量」、「限制五份」或「不可以帶」等答案。
事實勝於雄辯
〈事實勝於雄辯〉是先由演員合演一齣短劇，也是以「搞笑」的方式演出。演到一定的程度後，其中一個演員要大聲複誦該齣短劇的最後一句台詞，然後由主持群中任意一人（謝震武除外）喊「定格」，並請來賓猜該句台詞的訴求是否合法，或是該句台詞的論點在法律上是否能成立。攝影棚正中央有「事實」與「雄辯」等兩個矮圓柱，所有來賓各自在時限內選定自己要站在「事實」還是「雄辯」上。「是」或「成立」者，通常選項是「事實」；「否」或「不成立」者，通常選項是「雄辯」。所有來賓站好以後，靜待謝震武公佈答案，雙腳不得離開圓柱頂端。謝震武會先詳細講解，然後公佈答案。
謝震武公佈答案時，若答案是「事實」，則會說：「所以事實是對的，請處罰雄辯！」若答案是「雄辯」，則會說：「所以雄辯是對的，請處罰事實！」公佈答案後，站錯邊的來賓會被罰噴乾冰約十秒鐘。
全民來投案　可以不可以
〈全民來投案　可以不可以〉單元，是從2008年6月21日起新增的單元，僅播出兩次。觀眾到《華視全球資訊網》投稿相關法律問題，製作單位彙整後，製作成一系列的題目，供參賽來賓回答。
參賽觀眾可以各自選擇一位現場來賓作為「軍師」，觀眾以舉手的方式，由主持人判斷哪一位舉得最快，由該名觀眾回答「可以」或「不可以」。答對者可獲得一分並持續累積，直至所有題目都問完為止；反之答錯者除了累計分數會被倒扣之外，還會被身後的兩名扮演「魔王」的來賓以槍形的乾冰噴霧器噴向答錯的參賽者。
如果所有問題回答完畢後，有兩組或以上的分數是相同的，則必須要進行PK延長賽，至其中一方答對為止；答對的一方，即可獲得該單元的優勝。
該單元累計分數最高者，可獲得精美禮品；其餘三組來賓，則什麼也沒有。